# Carlos Castán Andolz
Carlos Castán Andolz (Barcelona, 1960) es un escritor y crítico literario español, especialmente conocido como cuentista.

## Biografía
Licenciado en Filosofía por la Universidad Autónoma de Madrid, ha ejercido la docencia en diferentes institutos de enseñanza secundaria de Huesca, Zaragoza o Madrid.

## Obra literaria
Especializado en el relato breve, al que se ha dedicado casi con exclusividad, ha publicado en las revistas literarias y las antologías más importantes de España. Entre las primeras, destacan El Extramundi y los papeles de Iria Flavia, Prima Littera, Turia o Mirlo.

### Libros colectivos y antologías
Carlos Castán ha participado con cuentos en las siguientes ediciones colectivas:
- Nómadas. Selección y prólogo de Elías Gorostiaga. Barcelona: Playa de Ákaba, 2013, ISBN 978-84-941451-4-8.
- Mar de pirañas. Nuevas voces del microrrelato español. Edición de Fernando Valls. Palencia: Menoscuarto, 2012, ISBN 978-84-96675-89-6.
- Siglo XXI. Los nuevos nombres del cuento español actual. Edición de Gemma Pellicer y Fernando Valls. Palencia: Menoscuarto, 2010.
- Perturbaciones. Antología del relato fantástico español actual. Juan Jacinto Muñoz Rengel (antólogo). Madrid: Salto de Página, 2009. ISBN 978-84-936354-6-6
- Leyendas de Bécquer. Zaragoza: 451, 2007.
- Pequeñas resistencias. Antología del nuevo cuento español. Prólogo de José María Merino; edición y selección de Andrés Neuman. Madrid: Páginas de Espuma, 2002.

## Crítica
Publicó críticas literarias en la página La tormenta en un vaso.